# Emil Ponfick
Klemens Emil Ponfick (ur. 3 listopada 1844 we Frankfurcie, zm. 3 listopada 1913 we Wrocławiu) – niemiecki lekarz patolog.
Studiował na Uniwersytecie w Tybindze, Uniwersytecie we Fryburgu Bryzgowijskim i Uniwersytecie w Heidelbergu, w 1867 roku został doktorem medycyny. Początkowo był asystentem chirurga w Heidelbergu, Karla Ottona Webera. Potem uczył się patologii u Recklinghausena w Würzburgu. Od 1868 do 1873 asystent w Instytucie Patologii Virchowa w Berlinie, od 1873 roku profesor nadzwyczajny patologii na Uniwersytecie w Rostocku.
Zajmował się patologią śledziony i wątroby, szpiku kostnego, zatorowością tętnic krezkowych, obrzękiem śluzowatym. Pracując we Wrocławiu dowiódł, że aspergilloza u zwierząt i niektóre postaci aktynomykozy u ludzi mają wspólne podłoże.

## Prace
- Über die pathologisch-anatomische Veränderungen bei tödtlich verlaufenden Erysipelen.
- Anatomische Studien über den Typhus recurrens.
- Experimentelle Beiträge zur Lehre von der Transfusion.
- Über die Wandlungen des Lammblutes im menschlichen Organismus.
- Über die plötzlichen Todesfälle nach schweren Verbrennungen.
- Handbuch der Krankheiten des Chylopoetischen Apparates II. Die Krankheiten der Leber. Bearbeitet von E. Ponfick, Th. Thierfelder, O. Schüppel, O. Leichtenstern, A. Heller: 1878
- Ueber Actinomykose. Berliner klinische Wochenschrift, 1880, 17: 660-661.
- Die Actinomykose des Menschen, eine neue Infectionskrankheit. Berlin, 1882.
- Über die Gemeingefährlichkeit des essbaren Morchel.
- Experimentelle Beiträge zur Pathologie der Leber.
- Über Recreations der Leber beim Menschen.
- Über das Wesen der Krankheit und die Wege der Heilung. Rektoratsrede, 1892.
- Über Metastasen und deren Heilung.
- Über Fettnekrose des Pancreas.
- Über die eitrigen Erkrankungen des Mittelohres im frühen Kindesalter.
- Zur Lehre vom Myxoedem.
- Über Placenta praevia caervicalis.
- Myxoedem und Hypophysis.
- Topographischer Atlas der medizinisch-chirurgischen Diagnostik. Jena, 1901.
- Pathologisch-anatomisches Institut. Festschrift zur Feier des 100jährigen Bestehens der Universität Breslau, 1911.
- Das pathologisch-anatomische Institut. Gesundheits- und Wohlfahrtspflege der Königlichen Haupt- und Residenzstadt Breslau. Neuauflage der Festschrift, 1912.
- Untersuchungen über die exsudative Nierenentzündung. Text and atlas. Jena, 1914.